# Берон-де-Астрада (департамент)
Департамент Берон-де-Астрада  (исп. Departamento de Berón de Astrada) — департамент в Аргентине в составе провинции Корриентес.
Территория — 810 км². Население — 2461 человек. Плотность населения — 3,00 чел./км².
Административный центр — Берон-де-Астрада.

## География
Департамент расположен на севере провинции Корриентес.
Департамент граничит:
- на севере — с Парагваем
- на юге — с департаментом Хенераль-Пас
- на западе — с департаментом Сан-Луис-дель-Пальмар
- на северо-западе — c департаментом Итати

## Административное деление
Департамент включает 1 муниципалитет:
- Берон-де-Астрада

## Важнейшие населенные пункты[3]
| № | Населённый пункт | Населённый пункт (исп.) | Категория | Население чел. (2010) | На карте                        |
| - | ---------------- | ----------------------- | --------- | --------------------- | ------------------------------- |
| 1 | Берон-де-Астрада | Berón de Astrada        | поселок   | 1411                  | 27°33′19″ ю. ш. 57°31′50″ з. д. |
| 2 | Яапе             | Yahapé                  | поселок   | 462                   | 27°22′24″ ю. ш. 57°39′09″ з. д. |